# Europa 2020
Europa 2020 – strategia przyjęta 3 marca 2010 roku przez Komisję Europejską w celu stymulowania rozwoju gospodarki Unii Europejskiej. 
Europa 2020 została przedstawiona jako komunikat Komisji w dokumencie COM(2010) 2020. Stanowi kontynuację strategii lizbońskiej z lat 2000–2010 i jest ukierunkowana na inteligentny, zrównoważony, sprzyjający włączeniu społecznemu rozwój przy zwiększonej koordynacji na szczeblu unijnym i krajowym.

## Nadrzędne cele
Strategia identyfikuje pięć nadrzędnych celów, do jakich Unia Europejska powinna dążyć w celu pobudzenia wzrostu gospodarczego i zatrudnienia:
- zwiększenie wskaźnika zatrudnienia w grupie wiekowej 20-64 do co najmniej 75%
- osiągnięcie poziomu 3% PKB inwestowanego w badania i rozwój, w szczególności poprzez poprawę warunków dla inwestycji w B+R przez sektor prywatny oraz wypracowanie nowego wskaźnika do śledzenia innowacyjności
- redukcja emisji gazów cieplarnianych o co najmniej 20% w porównaniu do poziomów z roku 1990 lub nawet o 30% przy sprzyjających warunkach, wzrost udziału energii odnawialnej w całkowitym zużyciu energii do 20%, oraz osiągnięcie 20% wzrostu w efektywnym wykorzystaniu energii
- redukcja liczby uczniów przedwcześnie kończących edukację do poziomu poniżej 10% oraz wzrost liczby osób w grupie wiekowej 30–34 z wykształceniem wyższym do co najmniej 40%
- redukcja liczby Europejczyków żyjących poniżej krajowych granic ubóstwa o 25%, skutkujące wyciągnięciem z ubóstwa 20 mln ludzi

Przyjęte wartości docelowe mierników zostały określone dla całej Unii Europejskiej. Są one inne dla poszczególnych państw członkowskich w związku z różnicami w ich rozwoju gospodarczym i społecznym.

## Inicjatywy przewodnie
W ramach realizacji celów strategii Europa 2020 wyodrębnionych zostało poniższe siedem inicjatyw przewodnich:
- Unia Innowacji: inicjatywa mająca na celu poprawienie warunków ramowych oraz dostępu do finansowania badań i innowacji dla wzmocnienia łańcucha innowacji oraz zwiększenia poziomu inwestycji w całej Unii Europejskiej.

- Mobilna młodzież: inicjatywa mająca na celu zwiększenie wydajności systemów kształcenia i wzmocnienie międzynarodowej atrakcyjności europejskiego szkolnictwa wyższego.

- Europejska agenda cyfrowa: inicjatywa mająca na celu przyspieszenie upowszechnienia szybkiego Internetu i czerpania korzyści z jednolitego rynku cyfrowego dla gospodarstw domowych i firm.

- Europa efektywnie korzystająca z zasobów: inicjatywa mająca na celu wspomożenie uniezależnienia wzrostu gospodarczego od wykorzystania zasobów, poprzez dekarbonizację gospodarki, zwiększenie wykorzystania odnawialnych źródeł energii, modernizację sektora transportu i wspieranie efektywności energetycznej.

- Polityka przemysłowa w erze globalizacji: inicjatywa mająca na celu poprawę otoczenia biznesu, szczególnie dla sektora MŚP, oraz wspierania rozwoju silnej i zrównoważonej bazy przemysłowej, zdolnej do konkurowania w skali globalnej.

- Program na rzecz nowych umiejętności i zatrudnienia: działania mające na celu modernizację rynków pracy, poprzez ułatwianie mobilności pracowników i poszerzania kwalifikacji przez całe życie – w kierunku zwiększenia współczynnika aktywności zawodowej i lepszego dopasowania popytu i podaży pracy.

- Europejski program walki z ubóstwem: działania mające na celu zapewnienie spójności społecznej i terytorialnej, tak aby korzyści płynące ze wzrostu gospodarczego i zatrudnienia były powszechnie dostępne, a osoby ubogie i wykluczone społecznie mogły żyć godnie i aktywnie uczestniczyć w społeczeństwie.

Jednym z narzędzi realizacji strategii Europa 2020 jest program ramowy Horyzont 2020 o budżecie 80 mld euro na lata 2014–2020.

## Semestr europejski
Ważnym elementem strategii jest monitorowanie postępów oraz zapewnienie aktywnego udziału państw UE. Od 2011 narzędziem koordynacji i oceny polityki gospodarczej państw członkowskich jest tzw. semestr europejski, będący rocznym cyklem koordynacji polityki makroekonomicznej, budżetowej i strukturalnej. Jest on także wykorzystywany do monitorowania postępów państw członkowskich w realizacji strategii Europea 2020.